# Bahnhof Booßen
Der Bahnhof Booßen liegt im gleichnamigen Ortsteil der Stadt Frankfurt (Oder). Die Station im Norden der Stadt an der Bahnstrecke Eberswalde–Frankfurt (Oder) war seit den 1910er Jahren Abzweigbahnhof einer zunächst nur für den Güterverkehr, später auch für den Personenverkehr genutzten Verbindungsstrecke in Richtung Lebus und Küstrin. Von 1926 bis 1945 war Booßen Endpunkt einer im dichten Takt bedienten Vorortzugverbindung von und nach Frankfurt. 1977 ereignete sich durch menschliches Versagen des Booßener Weichenwärters eines der schwersten Zugunglücke der DDR. Seit 1996 ist der Personenverkehr in Booßen eingestellt, die Strecke nach Küstrin wurde in der Folge stillgelegt. In der Folgezeit verlor Booßen auch seine betrieblichen Aufgaben. Das Empfangsgebäude stammt aus der Zeit des Bahnhofsumbaus nach 1910 und steht unter Denkmalschutz.

## Lage
Der Bahnhof liegt im Frankfurter Ortsteil Booßen östlich des Dorfkerns, etwa sechs Kilometer nördlich der Frankfurter Innenstadt. Er liegt am Streckenkilometer 123,1 der Bahnstrecke Eberswalde–Frankfurt (Oder) (gezählt vom ehemaligen Stettiner Bahnhof in Berlin). Die Strecke verläuft in Booßen etwa in Nord-Süd-Richtung. In Richtung Nordosten zweigte in Booßen eine Verbindungsstrecke zum Abzweig Wüste Kunersdorf für den Verkehr in Richtung Küstrin ab.

## Geschichte

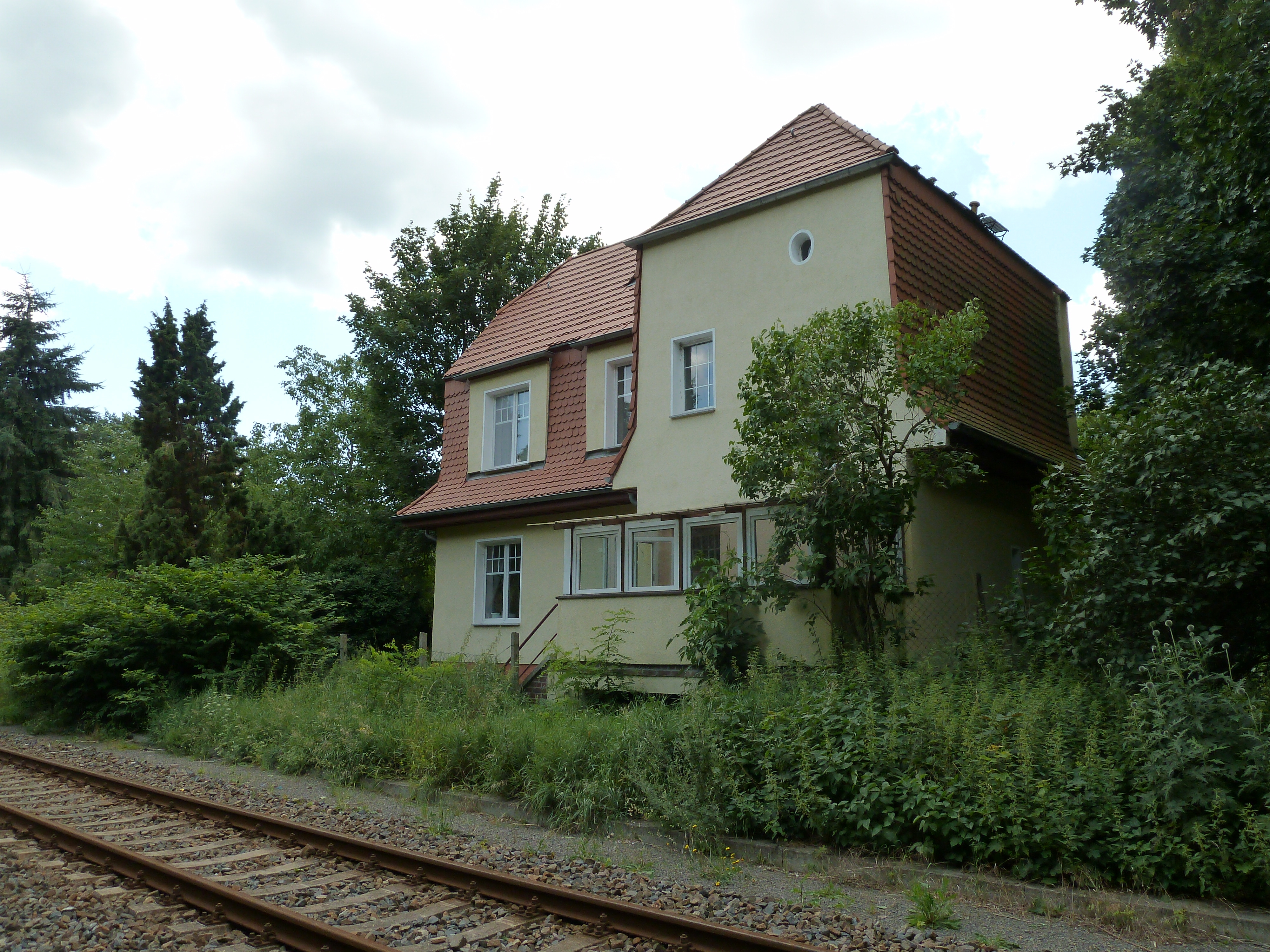
Das erste Booßener Bahnhofsgebäude südlich der Bundesstraße 5, heute Privathaus

1877 wurde die bis dahin in Wriezen endende Bahnstrecke aus Eberswalde nach Frankfurt (Oder) verlängert. Auch die Bevölkerung in Booßen, das damals etwa 1600 Einwohner zählt, forderte einen Bahnanschluss.

„Schon als der Bau der betreffenden Bahn anfing, war ganz Booßen in freudiger Hoffnung, wenigstens eine Haltestelle für Personenverkehr und somit eine bequeme Communication mit Frankfurt a.O zu erhalten. [...]Um möglichst bald zu dem ersehnten Ziele zu gelangen wurde auf allseitigem Wunsch der Booßener Einwohnerschaft in der letzten Hälfte des vergangenen Jahres eine Collectiveingabe an die Direktion der Bahn um Einrichtung eines Anhaltepunktes für den Personenverkehr mit zahlreichen Unterschriften aus Booßen, Cliestow und Umgebung abgesandt.“

Im März 1880 wurde den Einwohnern zunächst testweise ein Halt zugesichert, in Fahrplänen von März 1881 ist Booßen enthalten.
Nach 1910 entstand in Frankfurt (Oder) ein großer Verschiebebahnhof an der Eberswalder Strecke, der 1917 in Betrieb ging. Da die Küstriner Strecke bereits südlich des Verschiebebahnhofs abzweigte, wurde eine zweigleisige Verbindung vom Bahnhof Booßen zum Abzweig Wüste Kunersdorf bei Lebus eingerichtet. Der Güterverkehr vom Verschiebebahnhof in Richtung Küstrin fuhr seitdem über Booßen. Der Personenverkehr verblieb zunächst auf der alten Strecke, obwohl der Betrieb der beiden fast parallel verlaufenden Strecken bereits seinerzeit als nicht wirtschaftlich galt. Der Bahnhof Booßen wurde ausgebaut und in Richtung Norden verlegt, das neue Empfangsgebäude wurde in den Jahren 1911/12 gebaut. Im alten Empfangsgebäude entstanden Wohnungen für Bahnbeamte.

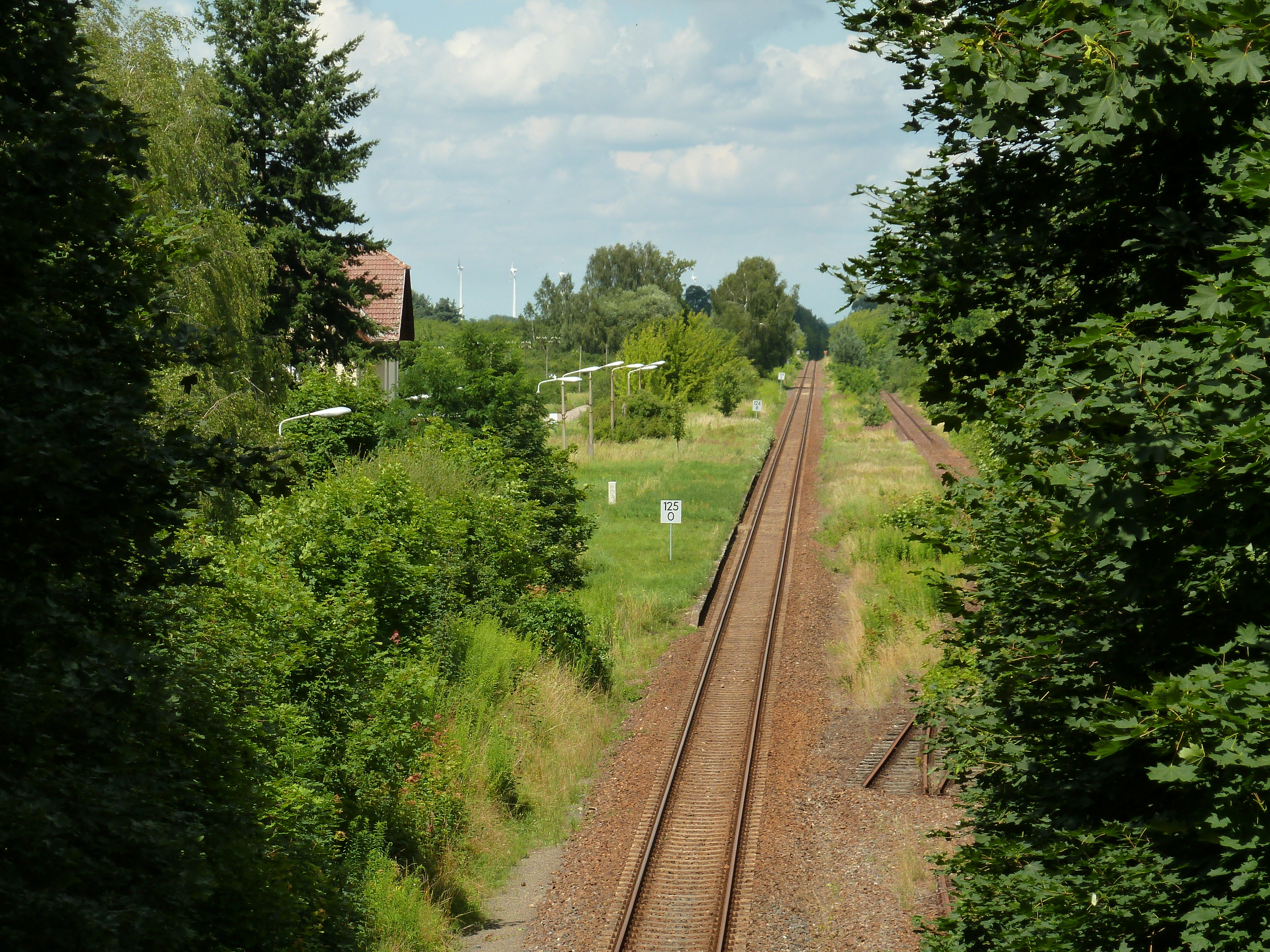
Blick von der Brücke der Bundesstraße 5 auf das Streckengleis, den ehemaligen Bahnhof und Gleisreste

Im Zweiten Weltkrieg entstand im nahegelegenen Gronenfelde ein Lager für die sogenannten Ostarbeiter, Zwangsarbeiter aus den im Krieg besetzten Gebieten. Bis 1944 wurde der Transport der Lagerinsassen über den Bahnhof Booßen abgewickelt, bevor ein eigener Gleisanschluss dahin genutzt wurde.
Gegen Ende des Zweiten Weltkrieges wurden die Bahnanlagen im Bereich Frankfurt während der heftigen Kampfhandlungen stark in Mitleidenschaft gezogen. Die Strecke in Richtung Küstrin war besonders stark getroffen und ging erst 1950 wieder komplett in Betrieb. Durch die neue Grenzziehung in Richtung Polen verlor sie jedoch an Bedeutung und wurde zur Nebenbahn herabgestuft. Die ursprüngliche Strecke zwischen Frankfurt und dem Abzweig Wüste Kunersdorf wurde als Reparationsleistung an die Sowjetunion abgebaut, so dass der gesamte Verkehr auch auf dieser Strecke über Booßen verlief. Auch Teile der Gleisanlagen im Bahnhof Booßen und die Signaltechnik wurden als Reparationsleistung abgebaut; das Stellwerksgebäude nördlich des Empfangsgebäudes wurde später abgerissen. Ein Teil der Gleise wurde später wieder an ein provisorisches Stellwerk angeschlossen, im Nordkopf des Bahnhofs verblieben aber die von Hand bedienten Weichen.
In der Nacht zum 27. Juni 1977 wurde der D 1918 aus Zittau nach Stralsund, der planmäßig weiter in Richtung Eberswalde fahren sollte, stattdessen in Richtung Lebus geleitet. Ursache war menschliches Versagen des Booßener Weichenwärters, begünstigt durch die unzureichende Sicherungstechnik im Bahnhof Booßen. In Lebus kollidierte der Schnellzug mit einem entgegenkommenden Güterzug. 26 Menschen kamen dabei ums Leben. 
Das Unglück war Anlass dafür, dass Booßen 1979 ein neues elektromechanisches Stellwerk erhielt.
Nach der politischen Wende änderten sich die Verkehrsströme im Personenverkehr. Der Frankfurter Rangierbahnhof wurde geschlossen. Das Angebotskonzept auf der Strecke in Richtung Eberswalde wurde geändert. Verkehrten früher auf der Strecke alternierend Personenzüge mit Halt auf allen Stationen und Eilzüge, die zwischen Eberswalde und Frankfurt nur in Bad Freienwalde (Oder), Wriezen, Werbig und Seelow hielten, gibt es seit 1995 ein einheitliches Angebotskonzept. Eine Reihe von Stationen wurde geschlossen, auch der Halt in Booßen entfiel für die Züge auf dieser Linie. Für ein Jahr blieb Booßen noch Halt der Züge nach Küstrin. 1996 wurde der Verkehr auf dieser Strecke komplett abbestellt und Booßen verlor seinen Personenverkehr. 1997 wurde die Strecke nach Küstrin offiziell stillgelegt, in den Folgejahren wurden die Weichen im Bahnhof entfernt und Booßen als Betriebsstelle aufgelassen.
Örtliche Initiativen sind an einer Reaktivierung des Personenhaltes in Booßen für die Züge der Linien RB 60 Eberswalde – Frankfurt (Oder) interessiert. Sie verweisen darauf, dass der Ortsteil mittlerweile 1500 Einwohner, mit zunehmender Tendenz, zählt. Die Landesregierung erklärte im September 2020 in ihrer Antwort auf eine Kleine Anfrage im Landtag, eine Reaktivierung des Haltepunkts Mitte der 2020er Jahre „auf der Grundlage einheitlicher Kriterien“ bewerten zu wollen. Dabei seien aber auch fahrplantechnische Zwänge (Anschluss zum RE 1 in Frankfurt (Oder)) zu berücksichtigen.

## Personenverkehr

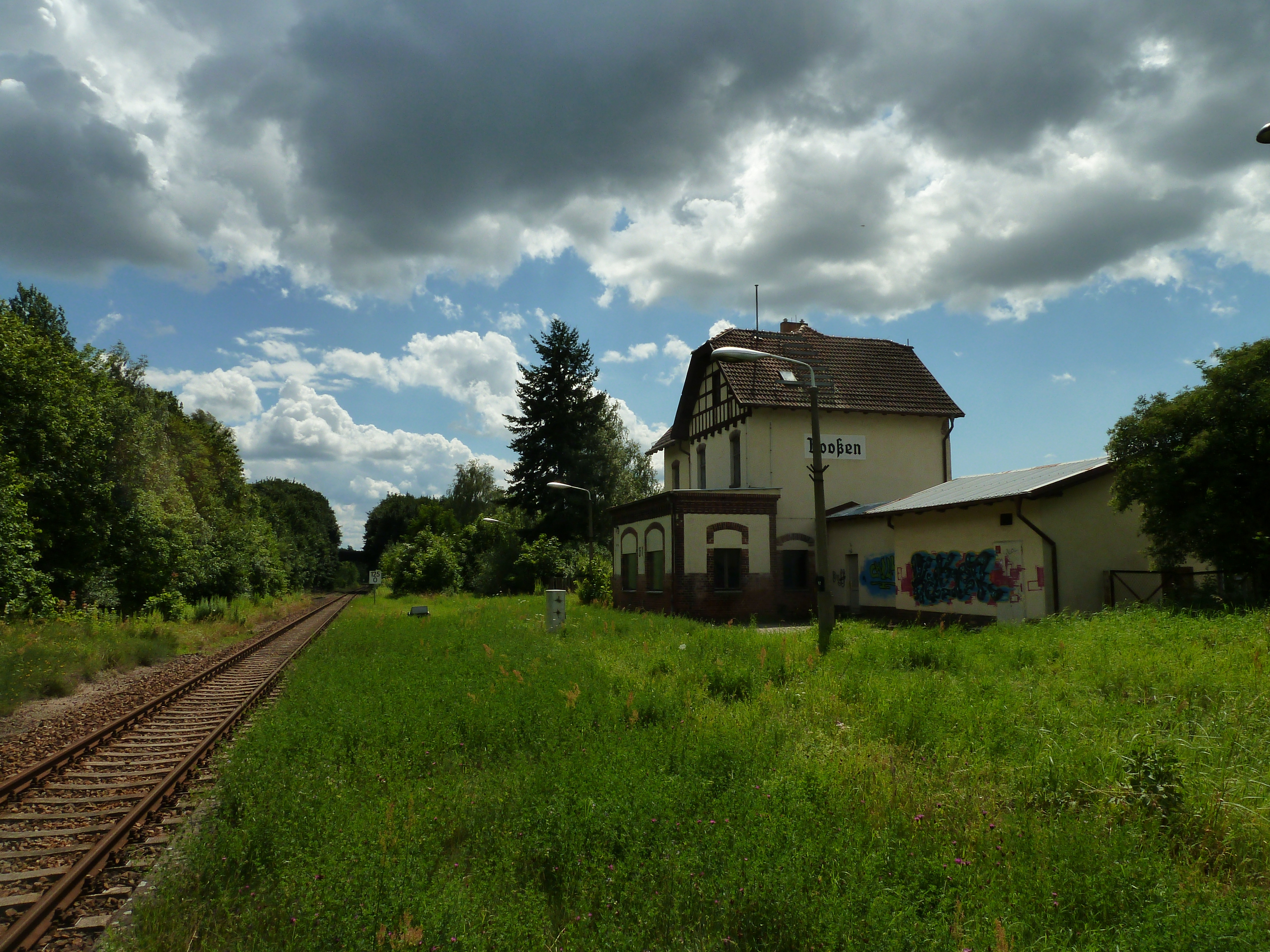
Nicht mehr genutzter Bahnsteig in Booßen

Booßen diente vor allem dem lokalen Verkehr auf der Strecke nach Eberswalde. Von 1926 bis 1945 war Booßen Endpunkt einer Verbindung von Pendelzügen, mit denen die ausgedehnten Anlagen des Verschiebebahnhofs erschlossen werden sollten. Ursprünglich waren dies lokbespannte, reine Dienstpersonenzüge. Seit 1926 kamen zwei Triebwagen der Firma Linke-Hofmann-Busch zum Einsatz. Am 1. August 1926 wurde die Verbindung auch für den öffentlichen Verkehr freigegeben und diente fortan auch den örtlichen Bedürfnissen. 1939 verkehrten 18 Zugpaare am Tag auf der Strecke. Nach Ende des Zweiten Weltkrieges wurde die Verbindung nicht wieder aufgenommen. Dafür wurde Booßen auch von den Personenzügen in Richtung Kietz (heute wieder Küstrin-Kietz genannt) bedient. Der grenzüberschreitende Personenverkehr aus Richtung Frankfurt und Booßen nach Küstrin wurde erst 1993 wieder aufgenommen. Obwohl 1994 der Zweistundentakt aufgenommen wurde, blieb die Nachfrage zu gering, so dass die Verbindung und damit die Personenverkehrsbedienung des Bahnhofs Booßen 1996 eingestellt wurde.

## Anlagen
Der Bahnhof liegt nördlich der Überführung der Bundesstraße 5 über die Bahnstrecke. Direkt südlich an der Unterführung lag der ursprüngliche, bis circa 1910 bediente Haltepunkt Booßen. Dessen Empfangsgebäude ist erhalten geblieben und wird als Wohnhaus genutzt. Der seit 1910 genutzte Bahnhof verfügte über ursprünglich vier Durchfahrtsgleise. Das Empfangsgebäude ist zweistöckig mit Spitzdach. Das Bahnhofsgebäude mit Dienstwohnung und Toilettenhäuschen steht unter Denkmalschutz. Die Gleisanlagen sind mit Ausnahme des durchgehenden Streckengleises nicht mehr in Betrieb, die Weichen wurden entfernt, einige Reste der alten Gleisanlagen liegen noch.